# William Stanley Jevons

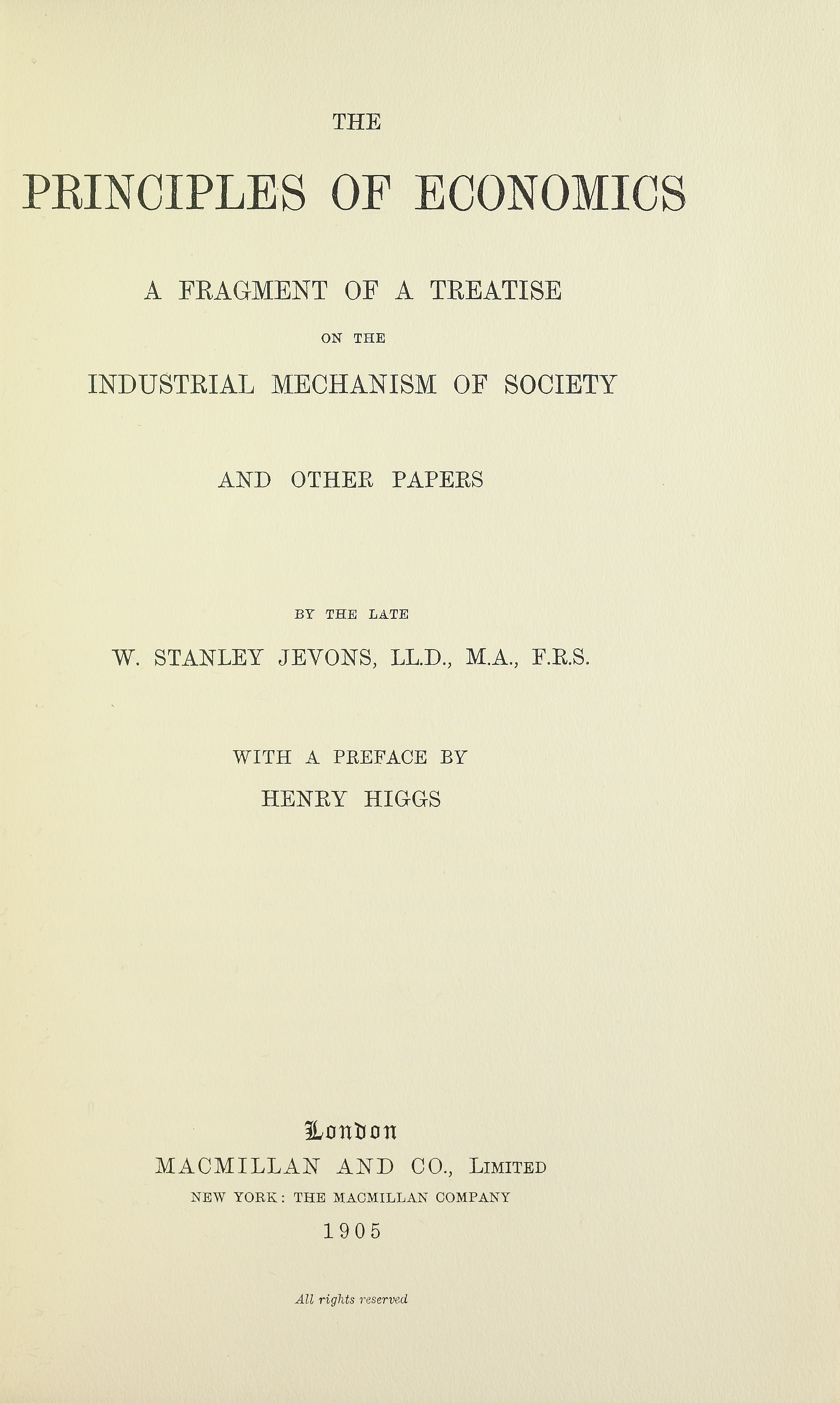
Principles of economics, 1905.

William Stanley Jevons est un économiste et un logicien britannique né le 1er septembre 1835 à Liverpool et mort le 13 août 1882 à Bulverhythe. Il est considéré comme le cofondateur de l'école néoclassique et de la « révolution marginaliste », avec Léon Walras et Carl Menger.
La « révolution marginaliste » se fonde sur l'apparition de nouvelles notions telles que celle d'utilité marginale. Celle-ci augmente au fur et à mesure que la quantité disponible d'un bien diminue. Autrement dit, plus le bien est rare, plus son utilité marginale est grande. Exemple : l'utilité marginale de l'eau est très faible lorsqu'on en a déjà en abondance, mais elle est très grande lorsqu'on n'en a pas du tout ; l'utilité marginale du diamant semble, du moins aux échelles habituelles, décroître plus lentement avec son abondance (voir paradoxe de l'eau et du diamant).
Pour Jevons, il est important de partir des faits. Sa réputation d'économiste est d'abord venue du livre The Coal Question (1865) basé sur des données. Cette méthode est explicitée dans Treatise on Logic and Scientific Method et le différencie de Léon Walras qui est davantage hypothético-déductif.
À l'encontre des économistes dit classiques qui adoptaient une approche synthétique, Jevons est en faveur d'une spécialisation des économistes dans les divers champs que recouvre cette discipline.

## Éléments biographiques
William Stanley Jevons est né à Liverpool où son père est commerçant dans le secteur de la métallurgie. À quinze ans, il est envoyé à la Junior School de l'University College de Londres où il s'intéresse particulièrement à la botanique et à la chimie. Les ennuis financiers de la famille liée à la faillite de la société de son père en 1847, le poussent à accepter un poste en Australie où un nouvel institut de frappe monétaire est établi à la suite de la découverte de mines d'or. Durant son séjour, il s'intéresse au débat sur les chemins de fer et commence à étudier l'économie en lisant la Richesse des nations d'Adam Smith, les Principes d'économie politique de John Stuart Mill et les Introductory Lectures of Political economy de Richard Whately. Au début de 1857, la lecture du livre de Dionysius Lardner Railway Economy (1850) et de celui d'Adolphe Quetelet Treatise on Man le conduit, comme il l'écrit dans une lettre à Henrietta Jevons, à penser que « l'homme doit être une créature de cause et d'effet » et que « la parfaite considération de toutes les données, en fait de toutes les causes opérantes, doit conduire à la détermination de tous les effets ».
En octobre 1859, il retourne en Angleterre et reprend ses études à l'University College où il obtient son Master of Arts. En 1863, il entre dans le corps enseignant d’Owens College. Son livre The Coal Question, établit sa réputation d'économiste traitant des faits. En 1866, il devient Professeur de logique et de philosophie morale et mentale, puis Cobden Professor d'économie politique. Marié en 1867 avec la fille du propriétaire du Manchester Guardian, il est élu en 1872 à la Royal Society. Malade, il démissionne d’Owens College en 1876 pour accepter un enseignement plus léger à l’University College de Londres. En 1880, il quitte cet établissement et consacre son énergie déclinante à la recherche. Il meurt en 1882, en se noyant accidentellement au large de Bulverhythe, dans le Sussex.

## Sur la Question du charbon(1865) et le paradoxe de Jevons
La Chambre des communes (le Parlement britannique) s'étant inquiétée, lors du débat à l'occasion du traité franco-britannique dit « Chevalier-Cobden » de 1860, de la menace que pourrait faire peser l'épuisement de ses réserves de charbon sur la suprématie industrielle anglaise, Jevons décida d'étudier la question, publiant ses résultats dans son livre Sur la question du charbon (1865).
Pour lui, la hausse de la consommation de charbon, si elle se maintenait, risquait de conduire à une hausse des prix car il faudrait mettre en exploitation des mines dont les coûts d'exploitation seraient plus élevés. Par ailleurs, il soulignait que le fait d'utiliser des machines moins consommatrices d'énergie n'amène pas à une baisse de la consommation mais entraîne au contraire l'utilisation de plus de machines qui contrebalancent les économies d'énergie — constat aujourd'hui connu sous le nom de paradoxe de Jevons. Jevons était assez pessimiste sur la façon de faire face à ce problème car il était sceptique sur la possibilité de trouver des énergies de substitution. Sa seule suggestion positive était de réduire la dette nationale pour faire face aux problèmes futurs. Cette proposition fut reprise par Gladstone, alors ministre des Finances.

## La révolution marginaliste etThe Theory of Political Economy
Le livre Theory of Political Economy a été publié en 1871, la même année que le livre de Menger et trois ans avant les Éléments d'économie politique pure de Léon Walras.
En opposition avec David Ricardo et John Stuart Mill, il pense que la valeur dépend entièrement de l'utilité. Dès son Brief account of Mathematical Theory, écrit en 1862 et présenté à la section F de la British Association for the Advancement of Science (BAAS), Jevons reconnaît que si les plaisirs et les peines sont les grands moteurs de l'action humaine, ce ne sont pas les seuls et que les autres motifs devront être traités dans d'autres disciplines. Ce faisant, il se place explicitement dans la lignée de Jeremy Bentham. Pour lui l'utilité, comme la valeur, n'est pas intrinsèque mais dépend des besoins des individus.

## Logique

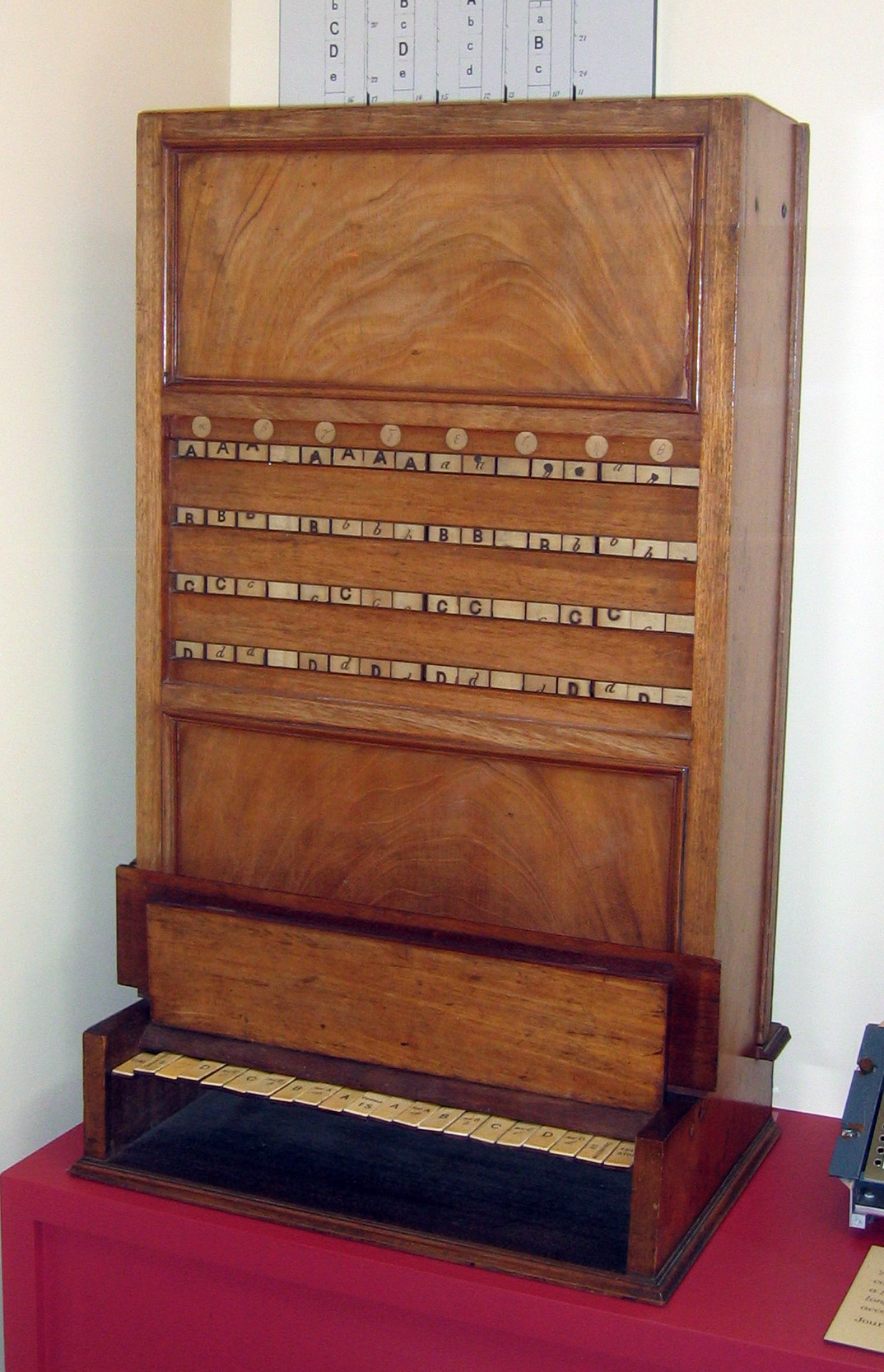
Le piano logique.

Jevons a travaillé sur la logique en parallèle avec ses recherches en économie. En 1863, il a publié un petit volume intitulé Pure Logic or the Logic of Quality apart from Quantity, basé sur la logique de Boole à laquelle il a enlevé ce qu'il considérait comme un faux habillage mathématique. Dans les années qui suivirent, il s'attacha à la construction d'une machine logique, appelée Logic Piano, qu'il finit en 1869 et qu'il présenta à la Royal Society en 1870. Cette machine permettait d'arriver mécaniquement aux conclusions induites par un jeu de prémisses. Cette machine découle de ce qu'il considérait comme le « grand et universel principe de tout raisonnement » qu'il exposa en 1869 sous le titre The Substitution of Similars. L'idée est que comme dans les équations d'algèbre, il est possible dans les problèmes de logique de substituer à un énoncé un élément doté des mêmes propriétés.
Dans les années qui suivirent, il fit apparaître ses Elementary Lessons on Logic qui devint bientôt le texte élémentaire de logique en langue anglaise le plus lu. Dans un texte plus ambitieux paru en 1874, sous le titre The Principle of Science, il énonce et développe l'idée que l'induction est simplement l'inverse de la déduction. Toutefois, comme il est difficile de tenir compte de toutes les causes possibles, Jevons en déduit que les lois générales sont au mieux seulement probables. Pour lui, les probabilités servent à mesurer des espérances rationnelles (rational expectation).

## Stanley JevonsversusJohn Stuart Mill
Pour Sandra Peart, Stanley Jevons et John Stuart Mill pourraient encore contribuer à éclairer les débats contemporains sur le « bien-être social » ; aussi cherche-t-elle ce qui rapproche et éloigne l'un de l'autre ces deux économistes. Tous deux cherchaient à définir et à mesurer le « plus grand bien » mais Mill était arrêté par la difficulté de concilier les différents plaisirs pour en faire un tout car il considérait que les plaisirs n'étaient pas qualitativement égaux. Ces difficultés l'amenaient à recourir à des juges compétents pour évaluer la qualité des plaisirs. Mais ce faisant pour Jevons, Mill s'éloignait de Jeremy Bentham qui se fiait plus au jugement individuel basé sur la quantité de plaisirs. Pour Peart, Jevons est donc plus individualiste (peut-être aussi plus démocratique) dans la mesure où il laisse dans les politiques économiques une plus grande latitude aux individus que Mill. Si les deux s'inscrivent dans la tradition benthamienne de programme de réforme sociale accordant un grand rôle à la liberté — comprise au sens d'indépendance économique et intellectuelle —, Jevons pense que la nature humaine est moins malléable que ne le croit Mill, ce qui le rend plus prudent dans ses préconisations de politique économique.

## Publications
- 1863 : Pure Logic, or the science of quality apart from quantity.
- 1865 : The Coal Question: An Inquiry Concerning the Progress of the Nation and the Probable Exhaustion of Our Coal Mines [lire en ligne].
- 1866 : Brief Account of a General Mathematical Theory of Political Economy Journal of the Royal Statistical Society [lire en ligne].
- 1870 : Elementary Lessons in Logic : Deductive and Inductive.
- 1871 : Theory of Political Economy ([lire en ligne])
- 1874 : The Principle of Science: A treatise on Logic and Scientific Method.
- 1876 : Money and the Mechanism of Exchange [lire en ligne]  (traduit en français la même année sous le titre La monnaie et le mécanisme de l'échange chez  Germer Baillière, Paris, collection « Bibliothèque scientifique internationale »).
- 1882 : The State in Relation to Labour.
- 1881 : Richard Cantillon and the Nationality of Political Economy [lire en ligne].
- 1883 : Methods of Social Reform and other Papers.